# An Nhơn Tây, Thành phố Hồ Chí Minh
An Nhơn Tây là một xã thuộc Thành phố Hồ Chí Minh, Việt Nam.
Xã An Nhơn Tây có diện tích 28,90 km², dân số năm 2021 là 19.397 người,  mật độ dân số đạt 671 người/km².